# 梓潼郡 (唐朝)
梓潼郡，中国唐朝时设置的郡。
唐玄宗天宝元年（742年），改梓州置梓潼郡，治所在郪县（今四川省三台县）。辖境相当今四川省三台县、盐亭县、射洪县。下辖郪县、盐亭县（今四川省盐亭县）、永泰县（今四川省盐亭县永泰乡旧县坝）、射洪县（今四川省射洪县）、通泉县（今四川省射洪县柳树镇）、飞乌县（今四川省中江县仓山镇）、铜山县（今四川省中江县广福镇）、玄武县（今四川省中江县）。唐肃宗至德二载（757年）设立剑南东川节度使，治所在梓潼郡。乾元元年（758年）改梓潼郡置梓州。
唐朝梓潼郡太守
- 窦履温（745年之前）